# Sedlo
Sedlo est un village tchèque de Moravie, rattachée à la commune de Klíny du district de Most et situé dans la région d'Ústí nad Labem.